# Article 38 de la Constitution tunisienne de 1959
L'article 38 de la Constitution tunisienne de 1959 est le 38e des 78 articles de la Constitution tunisienne adoptée le 1er juin 1959.
Il est le premier article du chapitre intitulé « Président de la République », qui décrit la religion du président de la République tunisienne, qui assure la fonction de chef d'État.

## Texte
« Le Président de la République est le chef de l'État. Sa religion est l'Islam. »